# Medal „W upamiętnieniu 800-lecia Moskwy”
Medal „W upamiętnieniu 800-lecia Moskwy” (ros. Медаль "В память 800-летия Москвы") – radziecki medal cywilny ustanowiony dla uczczenia 800-lecia powstania Moskwy.
Medal został ustanowiony dekretem Prezydium Rady Najwyższej ZSRR z 20 września 1947 roku, statut medalu został uzupełniony w dniu 23 czerwca 1951 roku.

## Zasady nadawania
Medal przyznawany był mieszkańcom miasta, którzy wyróżnili się w czasie odbudowy, wnieśli wkład w rozwój przemysł, transport, infrastruktury miasta, handlu, instytucji nauki i kultury, jednocześnie mieszkali w Moskwie lub jej okolicach co najmniej 5 lat, w szczególności:
- robotnikom, personelowi technicznemu i pracownikom przedsiębiorstw przemysłowych, transportu i infrastruktury miejskiej,
- pracownikom nauki i techniki, sztuki, literatury, edukacji i zdrowia,
- pracownikom instytucji państwowych, partii, związków zawodowych, Komsomołu i innych organizacji społecznych,
- emerytom i rencistom, inwalidom wojennym i pracy,
- gospodyniom domowym, które brały udział w upiększaniu miasta, uczestniczyły w pracach szkół i innych placówek opieki nad dziećmi.

Medal nadawany był w imieniu Prezydium Rady Najwyższej ZSRR przez Komitet Wykonawczy Rady Deputowanych Ludowych Moskwy.
Łącznie nadano ponad 1,7 mln medali.

## Opis odznaki
Odznakę stanowi owalny krążek o średnicy 37 mm wykonany z miedzi.
Na awersie znajduje się profil głowy założyciela Moskwy Jerzego Dołgoruki. Na dole wzdłuż obwodu odznaki napis ОСНОВАТЕЛЬ МОСКВЫ ЮРИЙ ДОЛГОРУКИЙ (pol. „Założyciel Moskwy Jurij Dołgoruki”).
Na rewersie w centrum widok Kreml w Moskwie. Powyżej napis В ПАМЯТЬ 800-ЛЕТИЯ МОСКВЫ (pol. „Dla uczczenia 800-lecia Moskwy”). W dolnej części tarcza z sierpem i młotem na tle flag, broni z różnych epok oraz wieńca laurowego, po bokach daty: 1147 i 1947.
Medal zawieszony jest na pięciokątnej blaszce obciągniętej wstążką koloru zielonego, po bokach: jeden biały pasek z lewej strony oraz na przemian cztery białe i trzy czerwone paski po prawej.